# Johann Andreas Pörtzel

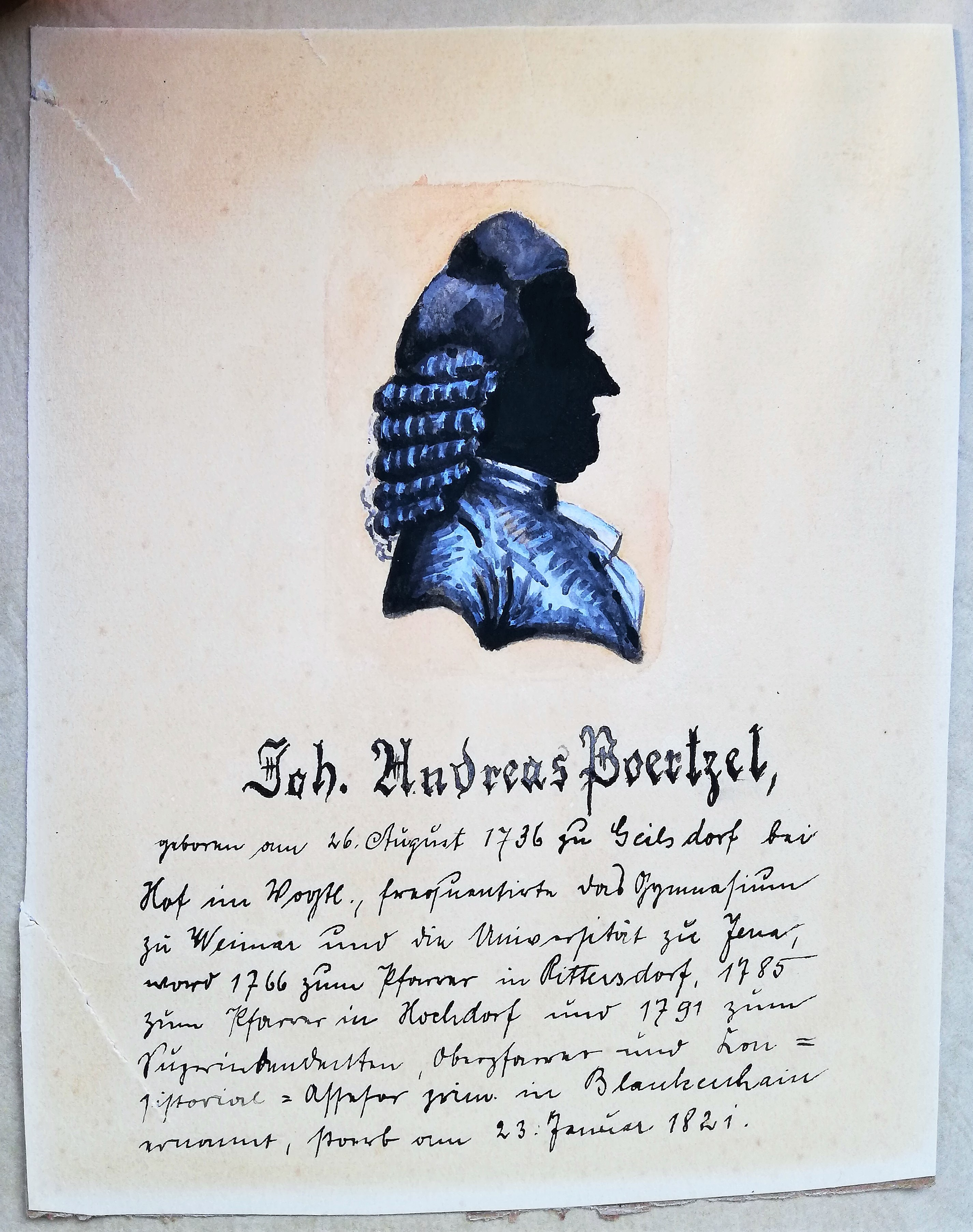
Ansicht Johann Andreas Pörtzel, Erscheinungsjahr unbekannt

Johann Andreas Pörtzel, auch Poertzel (* 26. August 1736 in Geilsdorf (Weischlitz); † 23. Januar 1821 in Blankenhain), war ein deutscher lutherischer Pfarrer und später Oberpfarrer sowie Superintendent in Thüringen.

## Leben
Johann Andreas Pörtzel wurde als Sohn von Johann Gottlob Pörtzel, einem Müller und Zimmermann, und dessen Ehefrau Helene Pörtzel geborene Gentsch in Geilsdorf geboren. Er hatte mit seiner Frau Friederike Maria Christiane Winckler (* 8. Februar 1745 in Dienstedt; † 8. Februar 1820 in Blankenhain)  insgesamt sechs Kinder, davon fünf Söhne. Er wurde von seinen Eltern im jungen Alter nach Weimar geschickt, um dort das Wilhelm-Ernst-Gymnasium zu besuchen. Nach seinem Abschluss studierte er an der Universität Jena. Er war von 1763 bis 1784 Pfarrer zu Rittersdorf, von 1784 bis 1791 Pfarrer zu Hochdorf und von 1791 (bzw. 1792) bis 1821 Oberpfarrer und Superintendent sowie Konsistorialrat Assessor zu Blankenhain.